# Juan Carlos Ramírez Abadía
Juan Carlos Ramírez Abadía, vulgo "Chupeta", (Palmira, 16 de fevereiro de 1963) era um megatraficante de drogas colombiano. Chegou a ser considerado pelo FBI como o segundo homem mais perigoso do mundo depois de Osama Bin Laden. É acusado de mais de trezentos assassinatos na América Latina e cerca de quinze nos Estados Unidos.
Ramírez está envolvido com tráfico de entorpecentes desde 1986, e é líder do importante cartel de drogas Valle del Norte, na Colômbia. Foi preso em março de 1996 e cumpriu quatro anos e três meses por enviar 30 toneladas de cocaína aos Estados Unidos.
Conforme o governo dos Estados Unidos, o traficante movimentou mais de um bilhão de dólares em dez anos com o envio de, pelo menos, mil toneladas de cocaína para o mercado norte-americano.

## Captura e recompensa
No dia 7 de agosto de 2007, em operação sob o comando da Polícia Federal (PF), intitulada "Operação Farrapos", Juan Carlos Ramirez Abadía foi preso na Grande São Paulo, num luxuoso condomínio fechado em Aldeia da Serra. Na casa foram apreendidas várias coleções de relógios de grifes, jóias, diamantes, esmeraldas, lingotes de ouro além de significativa quantia em espécie, Juan Carlos Ramirez Abadía, era procurado pela Drug Enforcement Administration (DEA), agência americana de controle de tráfico e lavagem de dinheiro. 
O governo americano oferecia uma recompensa de cinco milhões de dólares (cerca de 20 milhões de reais) pela captura do traficante. A direção da PF afirmou, porém, não aceitar o prêmio. O argumento foi de que o combate ao narcotráfico e a lavagem de dinheiro é uma atribuição constitucional da Polícia Federal. Foram encontrados mais de R$ 2.9 milhões de reais, mercadorias importadas, e jóias em espécie.
O bilionário traficante colombiano Juan Carlos Ramirez Abadía, usava submarinos de 20 metros de comprimento para levar cocaína para os Estados Unidos. Pelo menos 40 embarcações, 3 helicópteros e 15 aeronaves envolvidas no tráfico foram apreendidas. Além disso, a quadrilha montada pelo colombiano tinha a intenção de criar uma empresa de táxi aéreo no Aeroporto de Congonhas e o Internacional de Cumbica, em Guarulhos, com o objetivo de facilitar o transporte de valores e dos integrantes do grupo. 
Entre os presos, o piloto ítalo-brasileiro C.N.G.P. contratado pelo traficante pelo conhecimento pleno da legislação aeronáutica brasileira e reconhecido no meio aeronáutico internacional. Com formação superior no curso de Engenharia Aeronáutica ITA/SJC-SP. além de exercer funções profissionais em várias companhias aéreas no mundo.                                                                                                                                                                                                                                                      C.N.G.P. foi registrado nas empresas do empresário argentino Marcelo Javier [identidade falsa usada por Abadía], pelo período de oito anos na função de Aircraft Captain, pilotou para 32 países no mundo para Juan Abadía e o Cartel Valle del Norte até sua prisão em Aldeia da Serra, SP. O piloto foi indiciado por crime de associação ao trafico internacional, formação de quadrilha e evasão de divisas. Em sua defesa, foi representado por Roy Black *Black, Srebnick, Kornspan & Stumpf, P.A. e o bureau Advocatício *Cleary Gottlieb Steen & Hamilton LLP-One Liberty Plaza - New York. Durante o julgamento e conteúdo processual foram apresentadas provas jurídicas ratificadas pelos integrantes, da não participação do piloto como integrante do Cartel Del Valle. Sua prisão ocorreu juntamente com a de Abadía, e oito integrantes da quadrilha, na Operação Farrapos da PF, sendo conduzido ao presídio de segurança máxima de Contagem,região metropolitana de Belo Horizonte, no período de 180 dias, e, re-conduzido por questões de segurança, para os EUA por 4 anos e 8 meses ao Turner Guilford Knight Correctional Center em Miami, FL, (Prisão Federal no Condado de Miami Dade) até a data do seu julgamento. 
Após o período, foi internado no South Miami Hospital Baptist Health South em Miami, FL, pelo período de dezoito meses, para check-ups e exames médicos e psicológicos. C.N.G.P. retornou ao Brasil livre das acusações do DEA, do FBI e da Interpol, além de registros negativos na Policia Federal. com sua reintegração jurídico-social com foro especial por prerrogativa de função privilegiada, com residência em São Paulo e no Sul do Brasil para exercer suas atividades aeronáuticas civis no país e exterior.                                                                                                                                                                                                                                                                                                                                                                                                                                                                                                         
Em 13 de março de 2008, o Supremo Tribunal Federal brasileiro concedeu a extradição de Abadía para os Estados Unidos, onde ele respondia a 15 processos, a pedido do próprio criminoso. Finalmente, em 22 de agosto de 2008, o traficante foi extraditado. Foi entregue às autoridades americanas do FBI na cidade de Manaus, AM, de onde partiu rumo aos EUA. Foi preso na ADX Florence, localizada no Condado de Fremont, Colorado, esta cadeia é considerada a prisão de segurança máxima mais tecnológica do mundo com câmeras de vigilância monitorando todo presídio em ângulo de 360 graus, com sensores de movimentos estrategicamente posicionados nos recintos, com uma tecnologia para reconhecimento de rostos e fechaduras biométricas auto-bloqueantes para as celas dos presos. Hoje, o traficante integra um programa de proteção de testemunhas nos EUA, onde reside, e é um dos principais colaboradores nos processos penais contra traficantes colombianos.

## Julgamento
No dia 1° de abril de 2008 foi condenado a 30 anos, 5 meses e 14 dias de prisão. Abadía, foi acusado por formação de quadrilha, associação ao tráfico, fugir da polícia americana, lavar dinheiro oriundo do tráfico e falsidade ideológica. Ao ser deportado para os Estados Unidos, Abadía, na soma de seus delitos deveria cumprir 250 anos na prisão.

## Leilão
Em 2010, todos os seus bens disponíveis no Brasil foram leiloados, inclusive imóveis em São Paulo, Pernambuco, Minas Gerais, Rio Grande do Sul, Santa Catarina, carros importados, jóias, aeronaves, roupas, perfumes, chapéus, sapatos, lanchas e motos.